# ボクは坊さん。
『ボクは坊さん。』（ボクはぼうさん）は、白川密成による随筆作品。あるいはこれを原作とする映画作品。
2001年12月から2008年7月まで「ほぼ日刊イトイ新聞」に231回にわたり連載された連載随筆『坊さん。 57番札所24歳住職7転8起の日々。』を単行本化した書籍。2010年1月29日にミシマ社から単行本が発刊された。なお現在のタイトル（書籍題名）は単行本書籍化の折に改められたものである。
のち、その続編にあたる『坊さん、父になる。』が2015年9月11日に、さらにシリーズ第3作となる『坊さん、ぼーっとする。』が2020年2月20日に、同社から刊行された。
2015年に伊藤淳史主演で映画化。監督は真壁幸紀。

## 書籍内容
2001年に24歳で四国八十八箇所の札所・栄福寺(愛媛県今治市)の住職になった白川が、自らが「寺の子」として漠然と将来を考えながらも思春期における反抗期を伴いながら進路に悩み、結果として高野山大学の文学部密教学科に進むことを決意して入学し、独特の学生時代を過ごすとともに、同大学の卒業後に凡夫の生活を知るために書店員として働く（これ自体は先代の住職であった白川の祖父も若い頃に教職についていた事があるため、そう珍しい事ではない）も、祖父の遷化によって慌ただしく準備不足のままで寺を継ぎ、その運営や地域・同業者たち周辺業種らの人々との間で四苦八苦しながらもなんとかやっていく様を、自身の個人的視点や考え方をも交えてユーモラスに描いた作品。著者の職業らしく、所々に仏典や弘法大師の言葉よりの引用を挟み、自らの日常における様々な出来事と考え方を描いている。

## 映画
2015年10月24日に公開された。監督は真壁幸紀、主演は伊藤淳史。
内容は、ある程度は原作に沿っているものの、物語としてのドラマ性を重視する上で、それなりの虚構・脚色が加わっている。
第49回ヒューストン国際映画祭のプラチナアワード（長編映画部門最高賞）とシカゴ・アジアン・ポップアップ・シネマのオーディエンス・チョイス・アワードを受賞している。

### 映画あらすじ
家が寺院であるがゆえに、家を継ぐため、とある山の中にある仏教系大学に入学した白方進。大学の学問は、そのまま僧になるための修行の日々。それでも学びの日々を共にする友人と出会い、一般とはかけ離れながらも自分なりの青春を模索し迷いながらも進んでいく。だが、大学を出た進は家を継ぐことに迷い、帰郷後、家に居候しながら、寺を継ぐことも、それを拒否する事も決められず、書店員のアルバイトとして日常を過ごしていた。そんな進に母親や檀家の人たちは不安を隠せないが、現在、寺を切り盛りしている住職の祖父だけは、そんな迷いの中にある進をかばい優しく見守っていた。
だが、そんな進の状況は一変する。すでに高齢であった祖父が檀家での法要の最中に倒れ、病院に担ぎ込まれたのだ。病院のベッドの中で気丈に振る舞う祖父の姿を見て、進は近所の理髪店に行き、その足で役所に赴いた。役所で氏名変更の申し出を行うためだった。だが氏名変更の申し出は一部の例外を除き認められない。にべもない係員の目の前で進は床屋から被っていた帽子をとった。そこには見事な剃髪頭となった進の姿があった。そして進は「今日からお坊さんになるんです」と目を丸くした係員に申し出る。それは氏名変更が認められる一部の例外の、紛れもないひとつであった。役所での申請の後、僧侶「光円」となった進は病室の祖父の元へと赴く。祖父は孫の姿に一瞬は驚くも、その頭を撫でて光円の名を聞き、涙を流す。「光円」の僧名は進が大学に行くときに、他ならぬ祖父が与えたものであった。
やがて祖父は遷化し、実家の寺の実務が光円の双肩にのしかかる。だが、年も若く頼りなく、先だってまで書店員のアルバイターでしかなかった光円を檀家たちは、特に檀家総代を務める長老格の人々はなかなか認めてはくれない。一方で大学時代の友人も、ある者は僧の道を挫折し、ある者は行方知れずとなり、世の中の厳しさや世知辛さを前に光円は自らの無力を噛み締めて苦い思いをする日々が続く。それでも日常は何もないように続き、全ては待ってはくれない。ある時は光円の姿を見かねて近所の寺の住職たちで作る野球チームに誘うなど手を差し伸べてくれる人もいる。そうやって光円は寺の住職として少しずつではあるものの前へ前へと進んでいけるようになっていく。

### キャスト
- 白方 進（光円） - 伊藤淳史
- 越智 京子 - 山本美月
- 桧垣 真治 - 溝端淳平
- 栗本 広太 - 濱田岳
- 白方 真智子 - 松田美由紀
- 新居田 明 - イッセー尾形
- 峰岸 孝典 - 渡辺大知
- 白方 宣子 - 松金よね子
- 白方 瑞円 - 品川徹
- 白方 一郎 - 有薗芳記
- 正岡 龍仁 - 駒木根隆介
- 品部 武志 - 遠藤雄弥

### スタッフ
- 原作 - 白川密成『ボクは坊さん。』
- 監督 - 真壁幸紀
- 脚本 - 平田研也
- 音楽 - 平井真美子
- 主題歌 - 吉田山田「Today, Tonight」[3]
- 企画・制作プロダクション - ROBOT
- 配給 - ファントム・フィルム
- 製作 - 映画「ボクは坊さん。」製作委員会（ROBOT、セレモニー、ポニーキャニオン、東急エージェンシー、シネマサンシャイン、ファントム・フィルム、朝日放送、GYAO、愛媛新聞社、ラシンク・ニンジニア、吉永企業グループ、今治タオル、エントワン）

## 書籍・シリーズ
- 『ボクは坊さん。』ISBN 978-4-903908-16-8
- 『坊さん、父になる。』ISBN 978-4-903908-48-9
- 『坊さん、ぼーっとする。』ISBN 978-4-909394-33-0